# Liste der Naturdenkmäler in Allendorf (Eder)
Die Liste der Naturdenkmäler in Allendorf (Eder) nennt die in der Gemeinde Allendorf (Eder) im Landkreis Waldeck-Frankenberg in Hessen gelegenen Naturdenkmäler. Sie sind nach den §§ 28, 22 des Hessischen Gesetzes über Naturschutz und Landschaftspflege sowie § 12 des Hessischen Ausführungsgesetzes zum Bundesnaturschutzgesetz geschützt.
| Bild | Bezeichnung                 | Ortsteil, Lage                              | Beschreibung                                                                  | Art           | Nr.    |
| ---- | --------------------------- | ------------------------------------------- | ----------------------------------------------------------------------------- | ------------- | ------ |
| BW   | 1 Esche                     | Allendorf 51° 1′ 34,8″ N, 8° 40′ 12,8″ O    | Wegen Eigenart geschützte Esche auf dem Hofgelände.                           | Gemeine Esche | 01 001 |
| BW   | Stieleichen bei der „Kröge“ | Battenfeld 51° 1′ 42,3″ N, 8° 38′ 17,8″ O   | Zwei aus naturgeschichtlichem Grund geschützte Eichen am Rande der Ederaue.   | Stiel-Eiche   | 01 002 |
| BW   | Rotbuche                    | Bromskirchen 51° 4′ 34,8″ N, 8° 33′ 38,9″ O | Markante Rotbuche westlich von Neuludwigsdorf.                                | Rotbuche      | 04 001 |
| BW   | Esche Neuludwigsdorf        | Bromskirchen 51° 4′ 27,9″ N, 8° 35′ 56,9″ O | Markante Esche am Waldrand „Auf der Bocksbach“ südöstlich von Neuludwigsdorf. | Esche         | 04 002 |
| BW   | Binghäuser Grund            | Haine 51° 3′ 26,3″ N, 8° 41′ 37,3″ O        | 1,76 Hektar Sumpfwiesen am Binghäuser Bach, Feucht- und Frischwiesenkomplex.  | Biotop        | 01 003 |